# Zethus rufinodus
Zethus rufinodus är en stekelart som först beskrevs av Pierre André Latreille 1809.  Zethus rufinodus ingår i släktet Zethus och familjen Eumenidae.

## Underarter
Arten delas in i följande underarter:
- Z. r. monensis
- Z. r. virginicus